# Verfassungsreferendum in Ägypten 2011
Das Verfassungsreferendum in Ägypten 2011 wurde durch die Revolution in Ägypten 2011 nötig und fand am 19. März 2011 statt. Der Entwurf zur Änderung der bestehenden Verfassung wurde von einem Verfassungskomitee ausgearbeitet und vom Obersten Rat der Streitkräfte autorisiert. Für die neue Verfassung stimmten 77,2 Prozent der Wähler, die Wahlbeteiligung lag bei etwa 41 Prozent, was deutlich mehr ist als bei früheren Referenden. Die Änderungen traten am 30. März 2011 in Kraft.

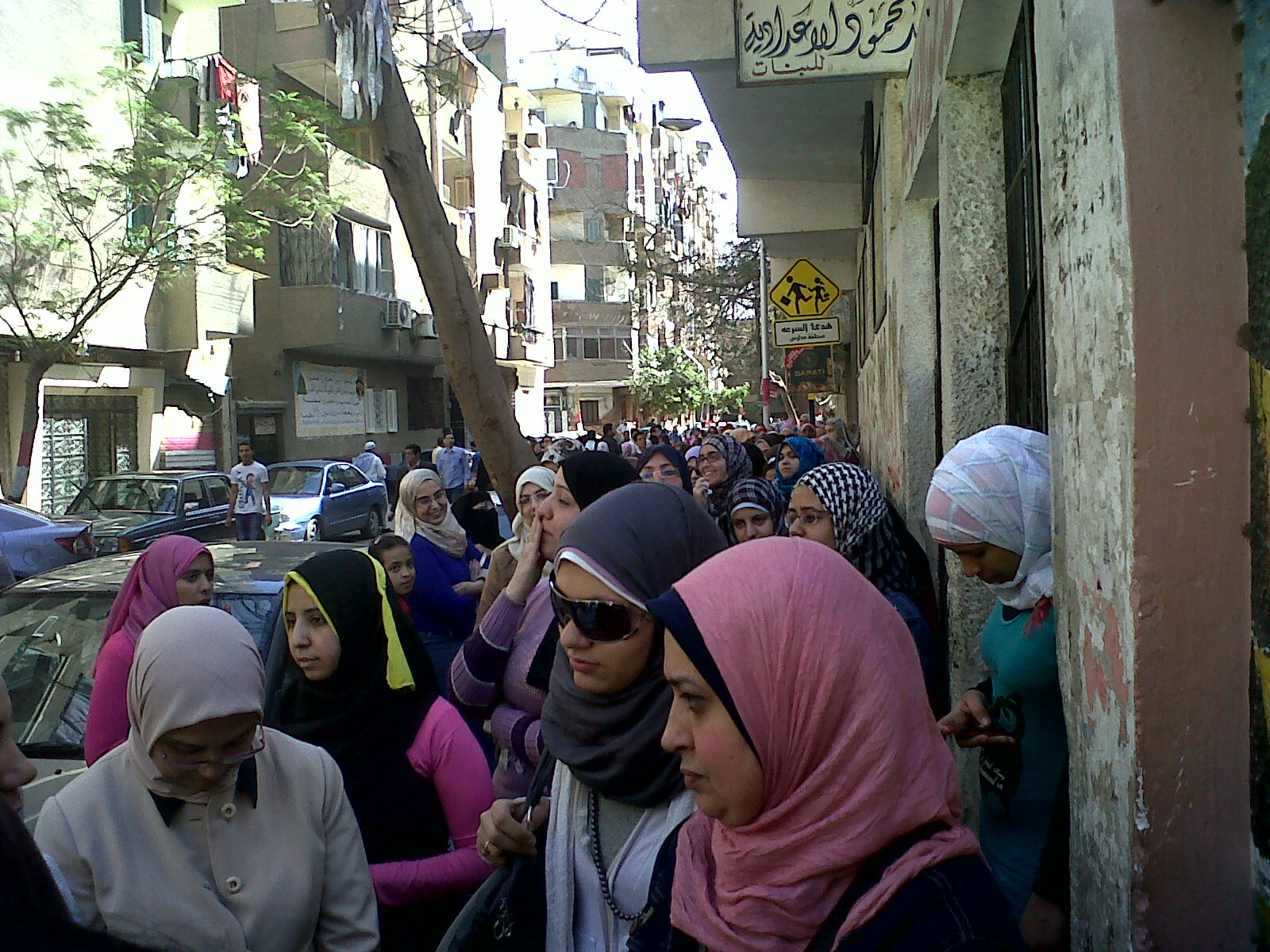
Frauen warten vor einem Wahllokal

## Hintergrund
Das Referendum war die erste freie Wahl in Ägypten seit 1952.
Die auf das Jahr 1971 zurückgehende Verfassung wurde vom Obersten Rat der Ägyptischen Streitkräfte am 13. Februar 2011 – zwei Tage nach dem erzwungenen Rücktritt von Husni Mubarak – außer Kraft gesetzt.
Der Militärrat setzte in Folge ein 8-köpfiges Komitee aus hochrangigen Juristen ein, um Änderungen an der Verfassung auszuarbeiten, die freie, demokratische Präsidentschafts- und Parlamentswahlen ermöglichen sollten.
Am 4. März 2011 wurden die Veränderungen der Verfassung der Öffentlichkeit vorgestellt und ein Referendum für den 19. März 2011 angekündigt.
Innerhalb von 6 Monaten sollten dann nach den neu definierten Wahlmodi zunächst Parlaments-, dann Präsidentschaftswahlen abgehalten werden.
Die Änderungen sollen faire, demokratische Präsidentschafts- und Parlamentswahlen sicherstellen. Nach den so abgehaltenen Wahlen soll dann eine verfassungsgebende Versammlung eine grundsätzliche Überarbeitung der Verfassung bzw. eine völlig neue Verfassung erarbeiten.
Für die Überwachung des Wahlprozesses wurde vom Obersten Militärrat ein Komitee hochrangiger Juristen ernannt.
Insgesamt 16.000 Mitglieder des Justizapparates wurden für die detaillierte Überwachung der mehr als 54.000 Wahllokale für die rund 45 Millionen Wahlberechtigten herangezogen.

## Das Verfassungskomitee
Die Mitglieder des Verfassungskomitees sind:
1. Als Vorsitzender, der ehemalige Richter Tariq al-Bischri[15].
2. Mahmoud Atef el-Banna, Professor für Verfassungsrecht, Universität Kairo.
3. Mohamed Hassanein Abdel-Al, Professor für Verfassungsrecht, Universität Kairo.
4. Mohamed Bahey Abou Younis, Professor für Verfassungsrecht, Universität Alexandria,
5. Sobhi Saleh, Rechtsanwalt, von 2005 bis 2010 Mitglied des ägyptischen Parlaments, wo er die oppositionellen Muslimbrüder vertrat und im Rechtsausschuss tätig war.[16]
6. Maher Samy Youssef, Staatsanwalt, Berater des Präsidenten des Obersten Verfassungsgerichts. Youssef ist Christ/Kopte.[17][18][19]
7. Hassan AlBadrawi, Staatsanwalt, Vizepräsident des Obersten Verfassungsgerichts.
8. Hatem Bagato, Staatsanwalt, Vorsitzender der Beratenden Kommission des Obersten Verfassungsgerichts.

Außer Maher Samy Youssef gehörte keiner von ihnen dem elfköpfigen Komitee an, das noch von Husni Mubarak kurz vor seinem Rücktritt als ägyptischer Staatspräsident mit der Überarbeitung der Verfassung betraut wurde.
Die Möglichkeiten des Komitees wurden allerdings durch die Militärführung von vornherein stark eingeschränkt. Das Ziel war keine vollständig neue Verfassung, sondern anfänglich sollten lediglich sechs Artikel (der bisher geltenden Verfassung) überarbeitet werden.
Bei fünf Artikeln (Art. 76, 77, 88, 93 und 189) geht es um die Modalitäten der Präsidentenwahl. Artikel 179 allerdings soll gelöscht werden, weil damit im Namen des Antiterrorkampfes grundlegende in der Verfassung garantierte bürgerliche Rechte (s. u.) ausgesetzt werden konnten.

## Die Amendments/Änderungen
Zusammengefasst sind die Änderungen dies:

### Artikel 75
Der Präsident muss Ägypter sein. [Auch] seine Eltern dürfen nicht die Staatsangehörigkeit eines anderen Staates haben. Er darf nicht mit einem Nicht-Ägypter verheiratet sein.

### Artikel 76
Der Präsident wird durch unmittelbare, öffentliche und geheime Wahlen bestimmt. Als Kandidat nominiert werden kann nur derjenige, der von mindestens 30 gewählten Mitgliedern der Ägyptischen Volksversammlung (Maglis al-Shaab), oder des Schura-Rats (Maglis al-Shura), oder von mindestens 30.000 Wählern aus mindestens 15 Gouvernements unterstützt wird, wobei die Zahl der Unterstützer in jedem von diesen Gouvernements nicht weniger als 1.000 sein darf. Auch jede Partei, die mindestens einen Sitz in der Volksversammlung oder im Schura-Rat hat, kann einen dieser Abgeordneten für die Wahl zum Präsidenten vorschlagen. Eine Kommission (die „Presidential Elections Commission“), die sich aus hochrangigen Juristen zusammensetzt, wird die Präsidentschaftswahlen, angefangen von der Erstellung der Kandidatenlisten bis zur Verkündung der Endergebnisse, überwachen.

### Artikel 77
Die Präsidentschaft darf maximal zwei mal vier Jahre dauern.

### Artikel 88
Die Präsidentenwahl wird unter Aufsicht einer aus Richtern bestehenden Wahlkommission erfolgen.

### Artikel 93
Ob jemand berechtigt ist, Abgeordneter im Abgeordnetenhaus zu sein, darf nur noch das Verfassungsgericht entscheiden.

### Artikel 139
Innerhalb von 60 Tagen muss ein gewählter Präsident einen Vizepräsidenten benennen.

### Artikel 148
Der Präsident kann den Ausnahmezustand erklären. Diese Erklärung muss innerhalb einer Woche der Volksversammlung vorgelegt werden und kann nur in Kraft treten, wenn die Mehrheit der Volksversammlung dem zustimmt. Der Ausnahmezustand darf nicht länger als 6 Monate aufrecht gehalten werden, es sei denn, die Bevölkerung würde einer Verlängerung in einem Referendum zustimmen.

### Artikel 179
Wird aufgehoben/gelöscht. Die Aufhebung/Löschung dieses Artikels war eines der Hauptanliegen der Demokratiebewegung, weil mit diesem Artikel im Namen des Antiterrorkampfes grundlegende in der Verfassung garantierte bürgerliche Rechte (Art. 41 – Individuelle Freiheit, Schutz vor willkürlichen Verhaftungen, Einschaltung richterlicher Beurteilung, Art. 44 – Unverletzlichkeit der Wohnung, Art. 45 – Wahrung der Privatsphäre, Schutz des Brief-, Post- und Fernmeldegeheimnisses) aufgehoben werden konnten. Zudem konnte der Präsident nach Art. 179 frei entscheiden, vor welchem Gericht (Zivil-, Militär- oder Sonder-/Staatssicherheitsgericht) der Fall eines Verdächtigen verhandelt werden sollte.

### Artikel 189
[Bezieht sich auf die Zeit nach den – noch abzuhaltenden – Neuwahlen]

Der Präsident (mit Billigung des Kabinetts), die Volksversammlung und der Schura-Rat haben [falls die jeweilige Hälfte der Abgeordneten dies fordert] das Recht, eine neue Verfassung zu verlangen. Eine Verfassunggebende Versammlung von 100 Mitgliedern, von denen die überwiegende Zahl auf einer gemeinsamen Versammlung der beiden Häuser des Parlaments bestimmt werden soll, soll innerhalb von 6 Monaten eine neue Verfassung erarbeiten. Der Entwurf [dieser neuen Verfassung] soll 15 Tage nach seiner Fertigstellung vom Präsidenten der Bevölkerung in einem Referendum zur Abstimmung vorgelegt werden. [Falls die Bevölkerung diesem Entwurf zustimmt] soll die neue Verfassung am Tag des Referendums in Kraft treten.

## Zustimmung und Kritik
Für die Verfassung waren die Muslimbrüder, die gestürzte Nationaldemokratische Partei (NDP) und die islamistischen Salafisten. Während die Salafisten in der neuen Verfassung die Garantie sehen, dass die islamische Rechtsauffassung, die Scharia, beibehalten wird, argumentierten die Muslimbrüder mit der Stabilität des Landes. Bei einem Nein wäre das weitere Vorgehen nicht definiert gewesen.
Ein Bündnis von Parteien, Bewegungen und Persönlichkeiten war gegen die Änderungen. Als Kritikpunkte wurden die überhastete Ausführung und die zu wenig maßgeblichen Änderungen genannt. So müssen sich die neuen Parteien anders als die Muslimbrüderschaft und die NDP erst organisieren.
Außerdem wurde die Änderung von vielen Angehörigen der revolutionären Jugendorganisationen, linken und liberalen Parteien und den koptischen Kirchen mit der Begründung abgelehnt, dass eine Änderung einer im Februar 2011 annullierten Verfassung nicht sinnvoll ist.